# Marcos Imperiais

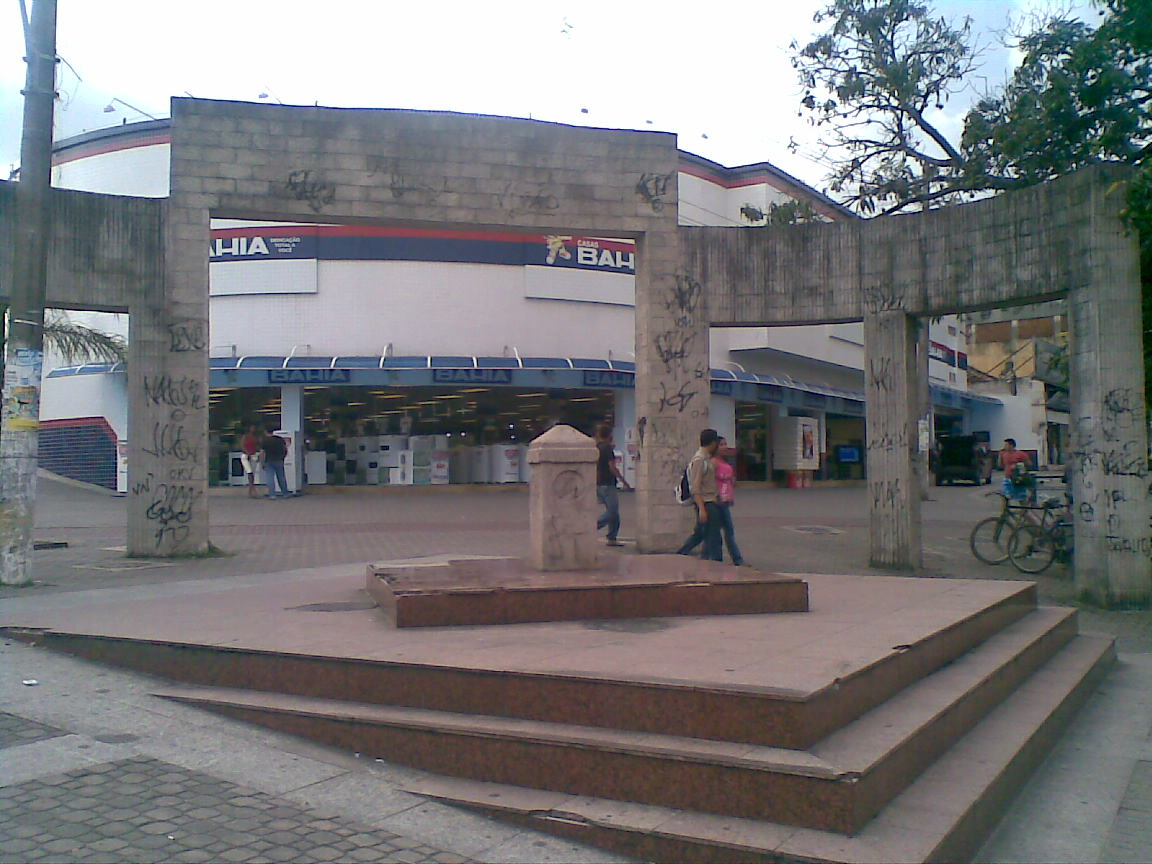
Marco XI em Santa Cruz. Visão geral

Marcos Imperiais são doze marcos de pedra ao longo do Caminho Imperial (também chamado Caminho dos Jesuítas, Caminho das Minas,  Estrada Real de Santa Cruz e Estrada Imperial de Santa Cruz), instalados em 1826 limitando as onze léguas entre o antigo Morro do Castelo (ponto inicial da cidade do Rio de Janeiro e o Palácio Imperial de Santa Cruz.
Quanto a utilidade dos mesmos, existem algumas hipóteses, embora nenhuma seja unamimidade:
- delimitador da área de livre circulação do imperador, sem necessidade de autorização do parlamento;
- demarcador de trechos da estrada para fins de administração;
- orientador para alertar os viajantes sobre a distância do Marco Zero (Morro do Castelo).

Os Marcos Imperiais remanescentes sofreram reformas e foram reposicionados sobre uma base de granito polido nas calçadas e sinalizados por uma faixa horizontal nas pistas de rolamento paraa destacá-los na paisagem, pois os mesmos são considerados patrimônios históricos e culturais da cidade, além de apresentarem potencial turístico, sendo um deles tombado pelo IPHAN desde 1938, com inscrição de de tombo número 018.

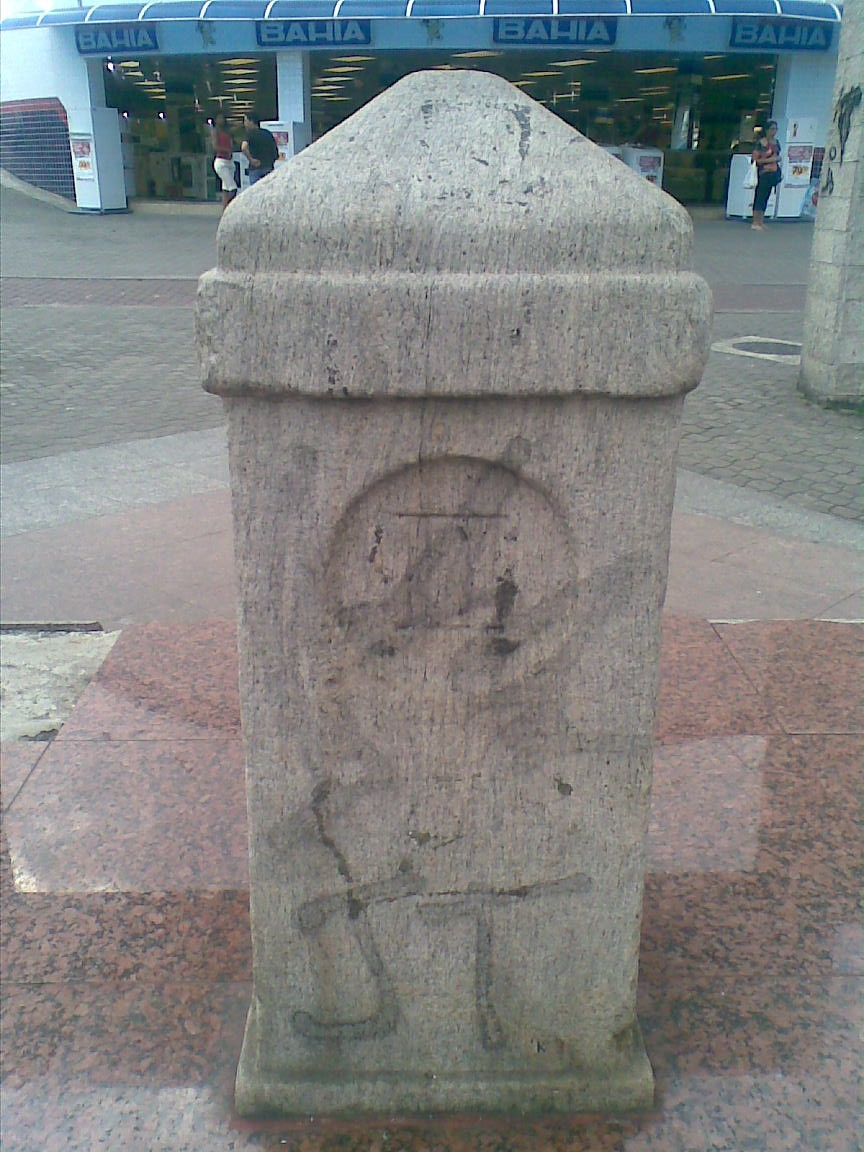
Marco XI
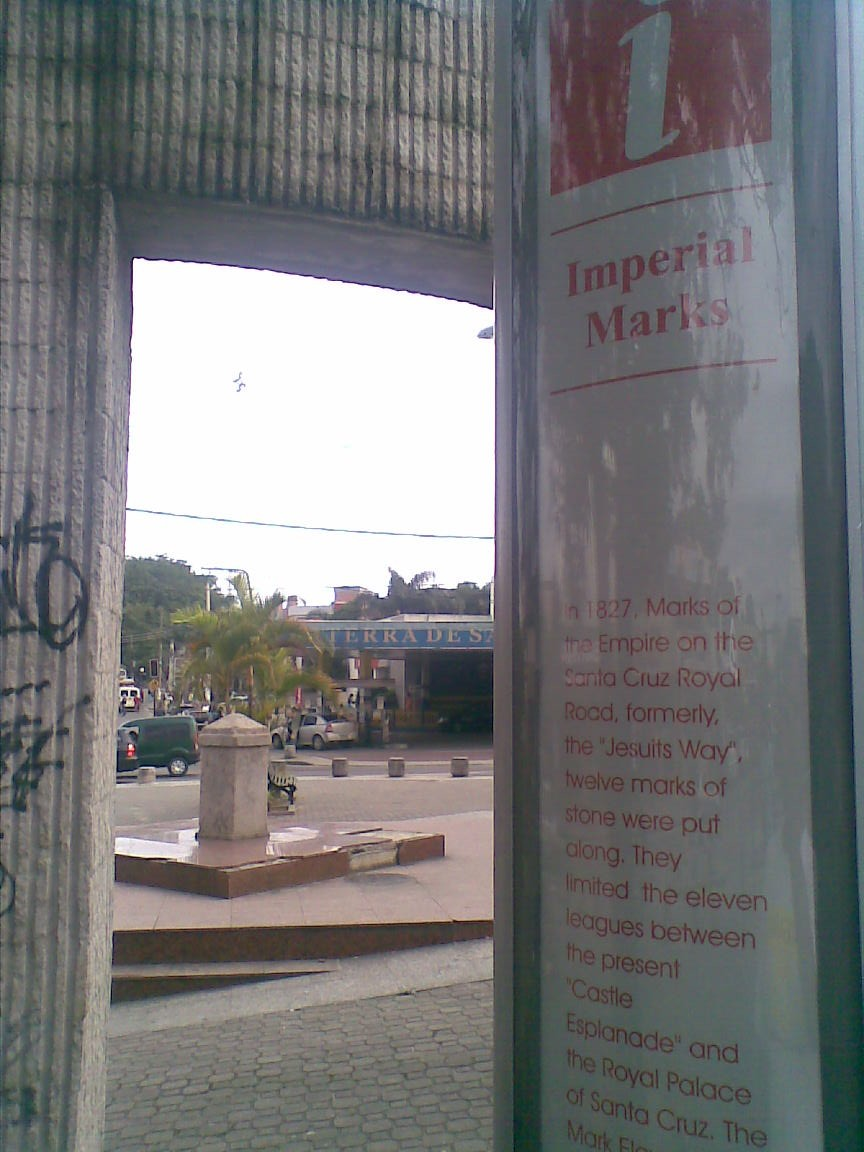
Marco XI ao fundo, com placa de informação turística em destaque a direita.

## Marcos conhecidos
Marco VI: Avenida Santa Cruz 3408, Padre Miguel.
Marco VII: Avenida Santa Cruz 8670, Senador Camará.
Marco IX: Avenida Cesário de Melo 6460, Inhoaíba.
Marco X: Avenida Cesário de Melo 11366, Paciência.
Marco XI: Rua Felipe Cardoso 465, Santa Cruz.

Marco XII, Marco Imperial: Praça Ruão, Santa Cruz. Sede da antiga Fazenda Imperial, atual 1°Batalhão de Engenharia de Combate.